# Megachile sericans
Megachile sericans là một loài Hymenoptera trong họ Megachilidae. Loài này được Fonscolombe mô tả khoa học năm 1852.